# Linienkommissar
Der Linienkommissar (auch: Linienkommissär, Eisenbahn-Linien-Kommissar) war im Deutschen Kaiserreich als aktiver Stabsoffizier das militärische Mitglied einer Linienkommission; er bildete zusammen mit dem Bahnbevollmächtigten, einem höheren zivilen Eisenbahnbeamten der jeweiligen Eisenbahnverwaltung (in der Regel auf der Ebene der jeweiligen Eisenbahndirektion), die Eisenbahnlinienkommission.

## Linienkommissare
Als Eisenbahnlinienkommissar tätig waren u. a.:
- Hermann Beeg (1861–1932)
- Ludwig von Seither (1857–1945)
- Carl Christoph Uhlenhuth (1835–1910)